# Rohonc
Rohonc (németül: Rechnitz, horvátul: Rohunac, vendül Rohunc) mezőváros  Ausztriában, Burgenland tartományban, a Felsőőri járásban.

## Fekvése
Felsőőrtől 25 km-re keletre, Szombathelytől 15 km-re északnyugatra, Kőszegtől 14 km-re nyugatra
a Kőszegi-hegység déli lejtőjén fekszik. Területének észak részét a hegyeket borító erdő alkotja. Ide tartozik a Kőszegi-hegység legmagasabb csúcsának osztrák oldala: az Írott-kő is. A hegyek lábánál szőlők és gyümölcsösök találhatók, melyek összeolvadnak Bozsok ültetvényeivel. Főúton Felsőőr és Szombathely felől a B63-as autóúton, Léka felől a B56 főúton, míg Kőszeg és Bucsu felől alsóbbrendű úton érhető el. Vasútállomása csak teherforgalmat szolgál, az egykori Szombathely–Pinkafő-vasútvonal osztrák oldalon megmaradt szakasza végződik itt. Az Írottkő Natúrpark alapítójaként fontos kerékpáros központ.

## Története
2014-ben osztrák régészek neolitikus körárok rendszert tártak fel a település déli határában, ami a terület i.e. 6. évezredbeli lakottságát bizonyítja. 2500 évvel ezelőtt kelták lakták a környéket. Majd a rómaiak innen vezették a források vizét  Savariába.
1259-ben Ruhoncz néven említik, de ősidők óta lakott hely gazdag vaskori, bronzkori és római leletekkel.  A település egykor két részből állott: a Rohonc-patak nyugati partján Deutschmarkt a Németújváriaké, egykori várának maradványai a Höhenburgon láthatók. 1289-ben Albert osztrák herceg ostromolta és őrsége nyolc nap után feladta. 1291-ben a hainburgi békével került vissza az országhoz. Rohonc és tartozékai 1404-ben kerültek át a Németújváriak kezéből Garai Miklós nádor és testvére, János birtokába. III. Frigyes német császár 1445-ben fegyverrel elfoglalt egy sor határ menti megerősített helyet, így Rohonc is Ausztriához került. Hunyadi Mátyás fegyveresen szerezte vissza Rohonc várát, és 1478-ban tartozékaival együtt ágyúöntő mesterének, Prusciai Margenwerder Jakabnak adományozta. A vár az ostrom során annyira megrongálódott, hogy nem építették újjá, mára nyoma is alig maradt. Margenwerder Jakab 1490-ben eladta a birtokot Paumkirchner András fiainak, Vilmosnak és Györgynek. A Paumkirchnerek birtoklásának idején váltak Rohonc és Szalonak társuradalmakká.
A városnak a 15. századtól vásártartási joga volt, plébániája 1400-ban már működött. A keleti oldalon Ungermarkt a Ják nemzetség birtoka volt, a 16. századtól a Batthyányaké, akik a 17. század elején építették fel várkastélyukat. A Batthyány család levéltára szerint a rohonci uradalomhoz tartoztak: Rohonc oppidum (Rechnitz, Perenye, Velem, Cák, Incéd (Dürnbach), Csém (Schandorf), Nagy- és Kisnarda, Csajta (Schachendorf), Hodász, Ó-Hodász (Hodis), Alsócsatár. 1532-ben a török dúlta fel, melynek következtében az elpusztult lakosság pótlására horvátokat telepítettek ide. Ekkor alakult ki a horvát városrész: Tabor. 1553-ban pestis pusztított, 1605-ben Bocskai hadai pusztították el. 1620-ban itt találkozott Bethlen Gábor Batthyány Ferenccel, aki pártjára állt. A fejedelem 1620. október 8-án itt adta ki egyik oklevelét. 1621 májusában a Dunántúlra betörő, Collalto tábornok vezette császári csapatok elfoglalták és lerombolták Rohoncot és több hozzá tartozó falut is. Miután azonban a császári seregeket átvezényelték az észak-magyarországi főhadszintérre, Batthyány Ferenc még abban az évben visszafoglalta a várat. 1622-ben Batthyány visszaállt a császár pártjára. Rohonc 1644-ben leégett, majd 1686-ban a török ellen vonuló hadak fosztották ki. Falai közt gyakran megfordult Savoyai Jenő herceg.
30 000 kötetes könyvtárát 1839-ben Batthyány Gusztáv a Magyar Tudományos Akadémiának ajándékozta.
| Időszak   | Név            | Tisztségek | Feleség                   |
| --------- | -------------- | --- | ------------------------- |
| 1527-1566 | I. Ferenc      | Vas vármegyei főispán, főpohárnok (1497-1566) és főtárnokmester, szlavóniai és horvátországi bán | Svetkovics Katalin        |
| 1566-1570 | I. Kristóf     | pohárnok |                           |
| 1570-1588 | III. Boldizsár | főasztalnok | Zrinyi Dorica             |
| 1588-1625 | II. Ferenc     | Sopron vármegyei főispán, főlovászmester, a dunántúli részek főkapitánya, a nádori fellebbviteli törvényszék közbírája                                                                              | Lobkowitz-Poppel Éva      |
| 1625-1659 | I. Ádám        | főasztalnokmester és a Dunán inneni részek főparancsnoka | Formentini Katalin Auróra |
| 1659-1685 | II. Kristóf    | Vas vármegye főispánja, a Dunán inneni részek főkapitánya, főpohárnokmester |                           |
| 1685-1703 | II. Ádám       | országbíró, Horvátország, Szlavónia és Dalmácia bánja (1693-1703), Vas vármegyei főispán, Dunán inneni főkapitány                                                                                   | gr. Strattmann Eleonóra   |
| 1703-1765 | Lajos          | főpohárnokmester, tíz évig Zala vármegye főispánhelyettese, hétszemélyes tábla elnöke, a kir. tábla rendkívüli visitatora (vizsgálója), majd kancellár (1732-1746), 1751-től pedig az ország nádora | gr. Kinsky Teréz          |
| 1765-1799 | József         | szombathelyi, majd pozsonyi prépost, erdélyi püspök (1759), kalocsai érsek (1760), esztergomi érsek (1776), bíboros (1778)                                                                          |                           |
| 1799-1828 | Antal József   | |                           |
| 1828-1840 | I. Gusztáv     | |                           |
| 1840-1871 | Gusztáv        | |                           |

1910-ben 4137 lakosából 3216 német, 807 magyar és 99 horvát volt. A trianoni békeszerződésig Vas vármegye Kőszegi járásához tartozott.
1888. december 12-én nyitották meg a településtől délre haladó Szombathely–Pinkafő helyiérdekű vasútvonalat, amely építéséhez Rohonc jelentősen hozzájárult, így a nyomvonal a városhoz közelebb került. A határmenet 1953. március 1-jén megszűnt, elveszítve immár a vasút a jelentőségét. Jelenleg csak teherforgalom üzemel.
1945. március 24-én állítólag itt zajlott a rohonci mészárlás. A település kastélyában Batthyány Margit grófnő (szül.: Margareta Thyssen Bornemisza) vendéglátó, szervezett nagy estélyt, melyen a helyi náci párt prominensei, meghívott vendégek mulattak. A helyi náci vezető és mások ötlete lehetett, hogy a kastély pincéiben elszállásolt 600 zsidó között féktelen mészárlást vigyenek végbe. A történet hitelességét sokan megkérdőjelezték és az osztrák igazságszolgáltatás is tehetetlennek bizonyult, mert a tanúk visszavonták vallomásaikat, az állítólagos résztvevők pedig eltűntek, elszöktek a háború utáni zavaros időkben. A tömegsíroknak sem volt nyoma. 2017-ben egy kutató megtalálni vélte őket, de a feltárásuk elmaradt, ezért továbbra sincs bizonyíték az ügyben. 2017-ben Sacha Batthyany A Crime in the Family címmel könyvet írt a családjában szerinte elkövetett bűntényről.
A várkastélyt a visszavonuló németek felgyújtották.

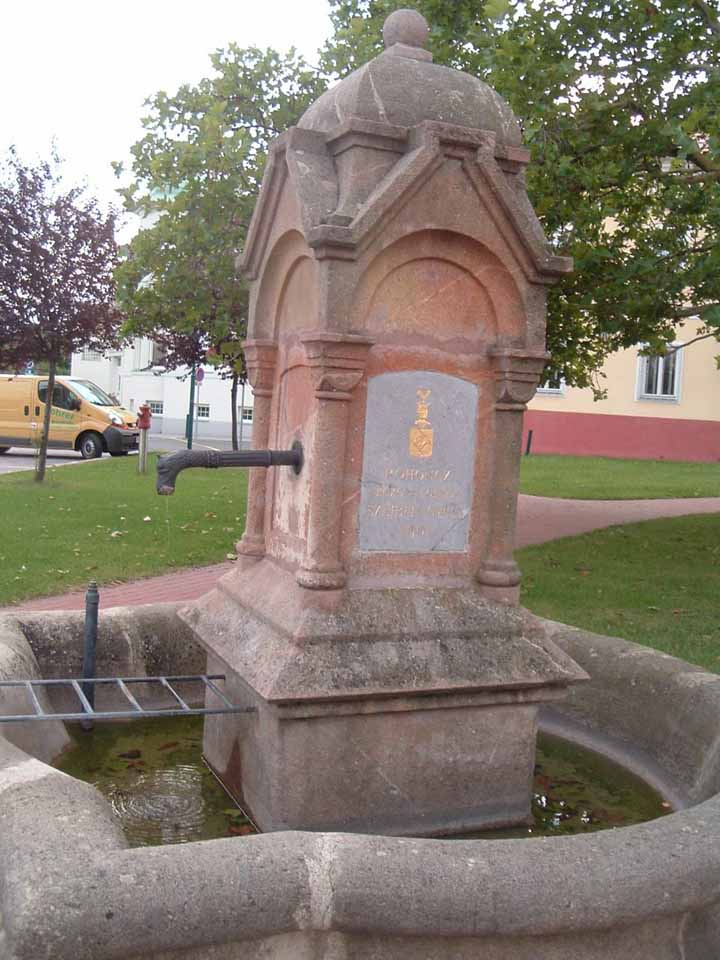
Ivókút a Főtéren 1901-ből - magyar felirattal

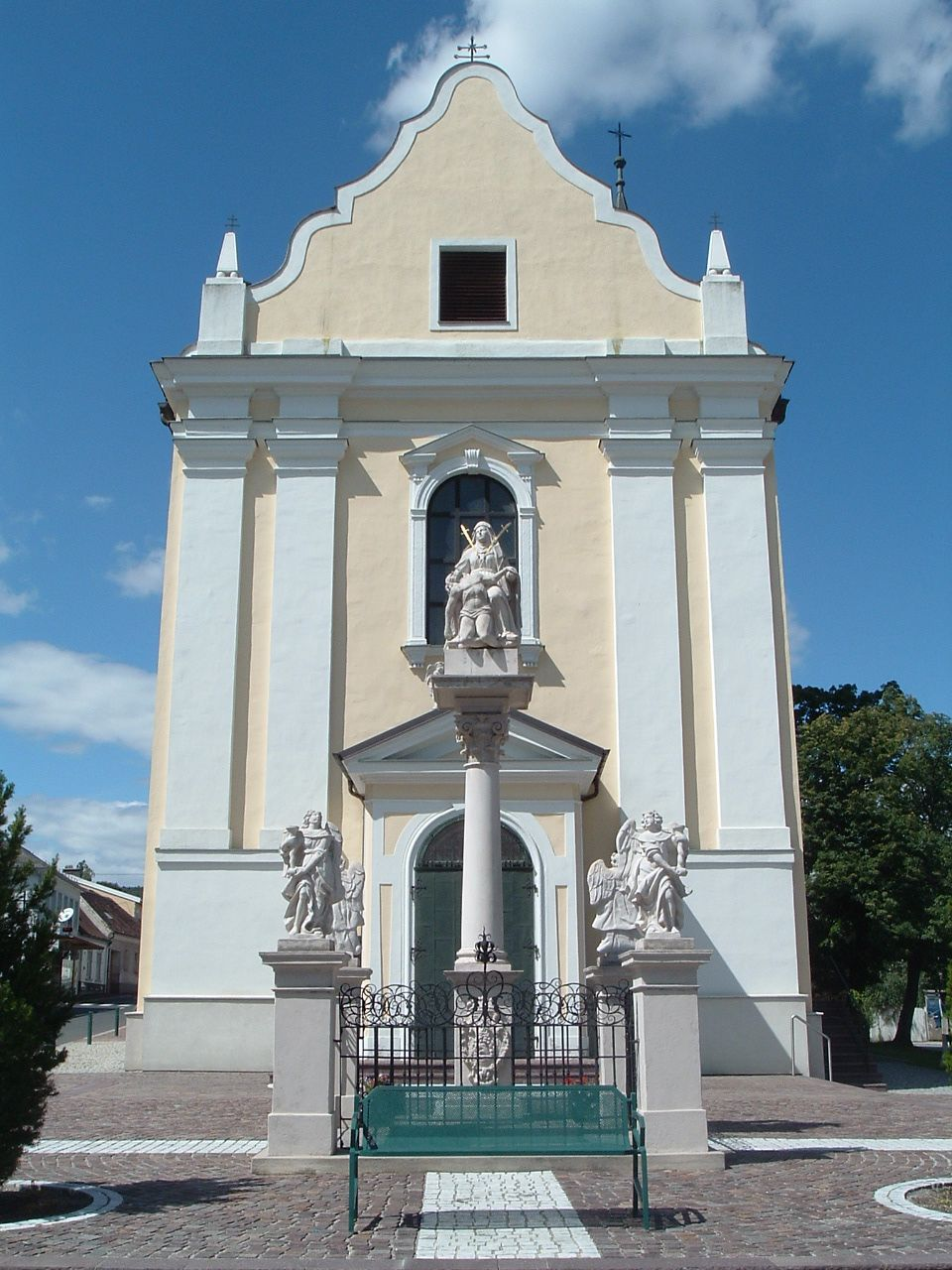
A katolikus templom homlokzata a Fájdalmas Szűzanya-oszloppal

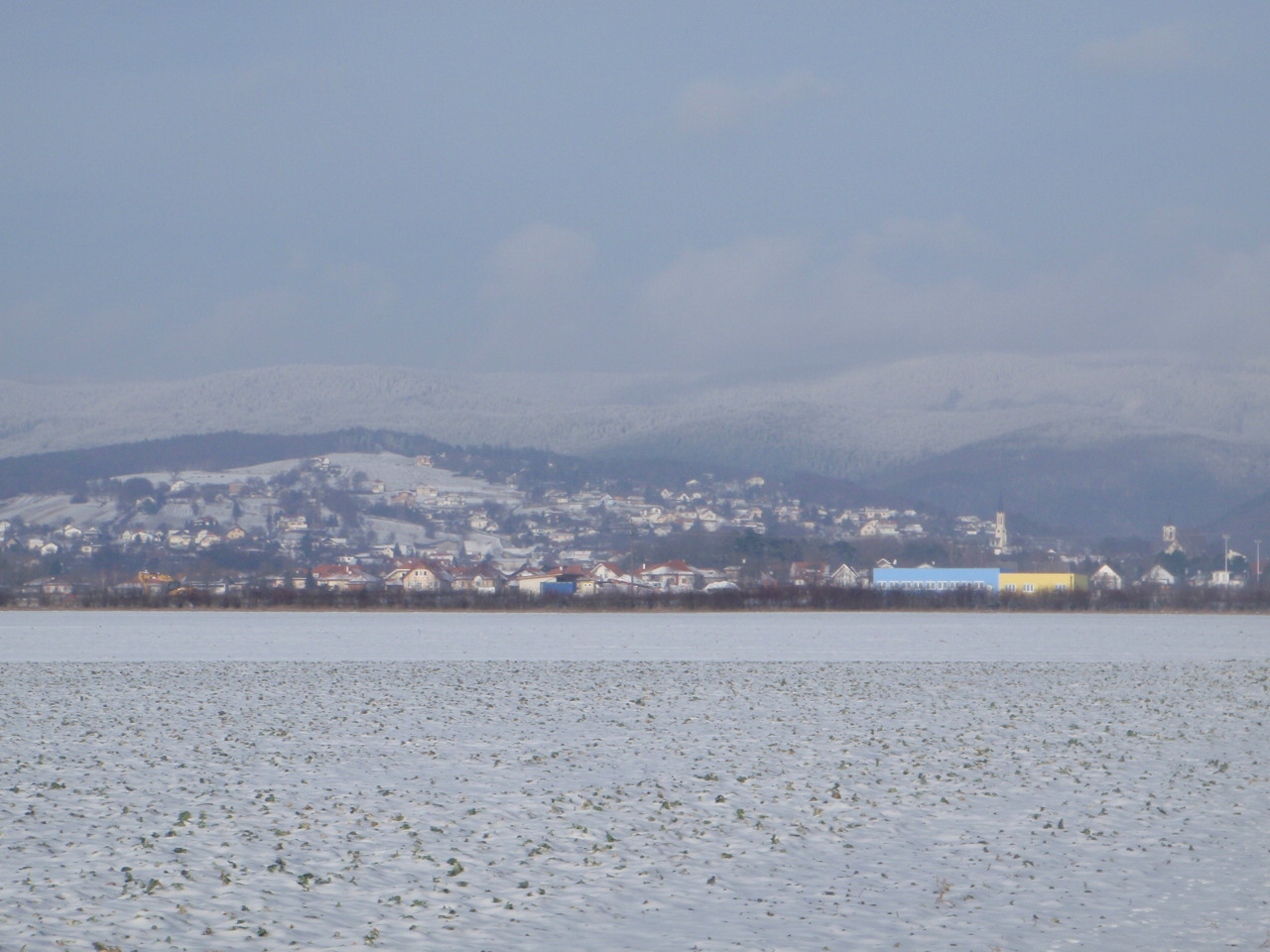
Rohonc látképe a Kőszegi-hegységgel télen

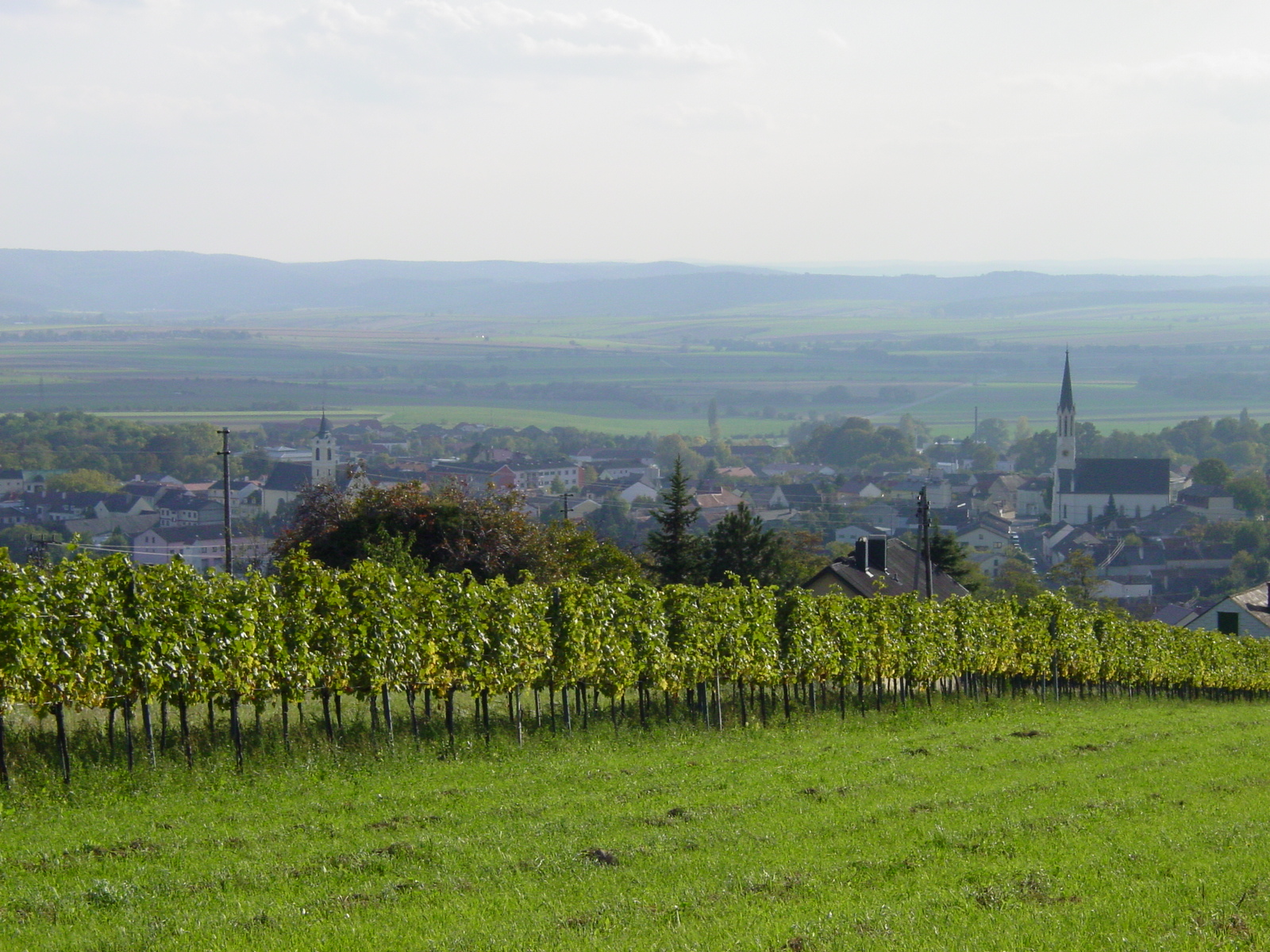
Rohonc látképe a szőlőhegyről

A határátkelőhely a magyarországi Bozsok felé 1991. június 2-án nyílt meg, és 6–22 óra között üzemelt. A schengeni egyezményhez való magyar csatlakozással a jelentősége megszűnt, a 2009-ben felújított út már alig érinti. 2008-ban elkészült a városhoz közelebbi húzódva a B63-as főút új nyomvonala javítva a megközelítést.
A városból Léka felé induló B56-os főút Kőszegi-hegységen átvezető szakasza kedvelt motoros útvonal, azonban a városon átmenő motoros forgalmat májustól októberig 23–05 óra között korlátozzák, illetve időszakosan a főút városi szakaszáról kitiltják.
2001-ben 3237 lakosából 2918 osztrák, 133 horvát, 115 magyar volt.

## Nevezetességei
- Alexandriai Szent Katalin tiszteletére szentelt plébániatemplomát gr. Batthyány Ádám építtette 1679-ben az 1644-ben leégett korábbi helyén, 1727 és 1730 között barokk stílusban építették át. Sírboltjában nyugszik Faludi Ferenc.
- A katolikus templom előtt álló Fájdalmas Szűzanya-oszlop az 1710. évi pestisjárvány emlékére készült a Batthyány család költségén. 1793-ban, miután egy vihar ledöntötte újra kellett állítani.
- Evangélikus temploma 1783-ban épült. 1853-ban neogótikus stílusban építették át, új tornyot, homlokzatot, ablakokat kapott. Oltárképe, Krisztus az olajfák hegyén 1813-ban készült. 1972-ben és 1996-ban renoválták.
- A Főtéren álló 1848-as Szabadságoszlopot egy kőszegi szobrász készítette a jobbágyfelszabadítás emlékére. Először 1898 augusztusában állították fel. Az 1970-es években eltávolították és csak 1997-ben a restaurálás után helyezték vissza a térre.
- A Bozsok felé menő úton a katolikus temetővel átellenben egy a 18. század első felében épített Pieta-képoszlop áll, melyet 1971-ben renováltak.
- A város déli kijáratánál a sportpálya mellett 18. századi barokk Mária-oszlop áll, 1996-ban restaurálták.
- A vasútállomás felé menő út mellett álló régi magtárépület építési ideje nem ismert. A török harcok idején védelmi funkciót látott el, ma a Simon család tulajdona.
- A Szent Fábián és Sebestyén tiszteletére szentelt temetőkápolnát 1703 és 1710 között építették. 1945 márciusában a harcok során leégett. A háború után újjáépítették, 1972-ben renoválták. A temető keresztje 1700-ban készült.
- A kolostorkápolnát az irgalmas nővérek kolostorával egy időben 1904-ben építették. A második világháború idején konyhaként működött, 1949-ben szentelték fel újra.
- A szombathelyi út kereszteződésében álló Szent Kereszt kápolnát 1930-ban építették.
- Az Alsó- és Felső-Tábor utca kereszteződésében álló Tábor-kápolna 1757-ben már állt. 1960-ban és 1971-ben renoválták.
- A Léka felé menő erdei úton álló Szent Hubertus-kápolnát 1986-ban a Batthyány család építtette.
- A zsidó temetőt a 18. század első felében létesítették. A náci időszakban súlyos károkat szenvedett. 1988 és 1990 között hozták újra rendbe.
- A szőlőhegyen álló Szent Orbán-kápolnát gróf Batthyány Ádám építtette 1700-ban. 1960-ban és 1996-ban renoválták.
- A szőlőhegyen álló Szent Donát kápolna 1700-ban épült.
- A szombathelyi út mellett álló Szentháromság-kápolna építési ideje nem ismert, 1757-ben már állt.
- A nyugati városrészen a városhodászi út mellett álló Fatima-kápolnát 1954-ben emelték, elődje egy 18. századi képoszlop volt.
- A város határában emelkedik az Irottkő, a Kőszegi-hegység legmagasabb csúcsa, rajta 1913-ban a város által épített kilátó áll. Elődje az 1891-ben még fából épített Árpád-kilátó volt.
- A Faludi-völgyet 1961-1964 között a Rohonci-patak vizével töltötték fel és egy strandolásra is alkalmas tavat hoztak létre benne, amely kedvelt pihenőhelye mind a környékbeli osztrákoknak, mind a magyaroknak. Kiszolgáló létesítményei 1993-ban épültek.
- Rohonc középkori várának csekély maradványai a Faludi-völgy nyugati oldalán emelkedő magaslaton találhatók.
- A Hirschenstein közelében az erdőben álló keresztet Franz Zingl állította a 19. század második felében.
- A natúrpark területén az erdőben vadász tanösvény található.

## Híres személyek
- Itt született 1655 körül Dvornikovich Mihály váci megyés püspök.
- Itt született 1689-ben Batthyány Károly József herceg császári tábornagy, Vas vármegye főispánja, horvát bán.
- Itt született 1772-ben gr. Batthyány József bíboros hercegprímás, érsek.
- Itt töltötte utolsó éveit Faludi Ferenc költő, itt halt meg 1779. december 18-án.
- Itt született 1869-ben Simándi József színházi karmester.
- Itt szolgált Danielis János József (17. század) evangélikus lelkész.
- Itt halt meg 1979-ben Klein Antal magyarországi földbirtokos, főispán, német nemzetiségi politikus, országgyűlési képviselő.

## A település az irodalomban
Rohonc (a szomszédos Bucsuval és Bozsokkal együtt) érintőlegesen említésre kerül Szamos Rudolf Kántor nyomoz című bűnügyi regényében: négy alkalommal is ezen a tájon szökött át az osztrák-magyar határon a legendás nyomozókutya életét bemutató kötet egyik bűnöző (embercsempész) szereplője, akit végül a negyedik határsértése után, a vépi vasútállomáson sikerült elfogni.

## Lásd még
- Rohonci kódex

## Külső hivatkozások
- Rohonc hivatalos oldala (németül)
- Rohonc középkori vára a magyar várak honlapján[halott link]
- Rohonc megszűnt vasútállomása a magyar vasútállomások honlapján
- Magyar katolikus lexikon
- Evangélikus temploma
- Rohonc a travel2 turisztikai oldalon
- A rohonci tó ismertetője
- Rohonc Kőszeg város honlapján